# Alex Iacovitti
Alexander „Alex“ Iacovitti (* 2. September 1997 in Nottingham, England) ist ein schottischer Fußballspieler, der beim FC St. Mirren unter Vertrag steht.

## Karriere

### Verein
Alex Iacovitti wurde im Jahr 1997 als Sohn eines italienischen Vaters und einer schottischen Mutter im englischen Nottingham geboren. In seiner Jugend spielte er für Nottingham Forest. Für den Verein debütierte er im August 2016 in der Profimannschaft, als er im Zweitligaspiel gegen Burton Albion in der Startelf stand. Auch am 2. Spieltag der Saison 2016/17 stand er gegen Brighton & Hove Albion in der Anfangself. Ende August 2016, am letzten Tag der Transferperiode wurde der 18-Jährige Iacovitti an den englischen Viertligisten Mansfield Town verliehen. In Mansfield kam er als Leihspieler bis Januar 2017 auf acht Spiele. Während seiner Leihe sah er in der Partie gegen den FC Portsmouth die erste Rote Karte in seiner Karriere. Ab Juli 2017 wurde er weiter an die Forest Green Rovers verliehen, nachdem er im ersten Halbjahr in der Jugend von Nottingham spielte. Während seiner zweiten Leihstation absolvierte er für die Rovers 14 Spiele und erzielte ein Tor. Nach seiner Rückkehr nach Nottingham kam er ab Januar 2018 weiter in den höchsten Jugendmannschaften zum Einsatz, zuletzt in der U23. Im Januar 2019 folgte eine sechsmonatige Leihe zu Oldham Athletic. In neun Viertligapartien traf der Innenverteidiger einmal in das gegnerische Tor, als er gegen Colchester United den Führungstreffer beim 2:0-Sieg erzielte. Im Mai 2019 wurde er von Oldham fest verpflichtet. In der folgenden Saison kam Iacovitti auf 24 Einsätze. Im Juni 2020 wechselte er zum schottischen Erstligisten Ross County.

### Nationalmannschaft
Alex Iacovitti absolvierte zwischen 2015 und 2017 Länderspiele für den Schottischen Fußballverband. Sein Debüt gab er in der schottischen U19-Nationalmannschaft gegen Bulgarien im September 2015. Sein letztes von neun Spielen in dieser Altersklasse absolvierte er im März 2016 ebenfalls gegen Bulgarien. Für die U20-Auswahlmannschaft kam er im Jahr 2017 auf fünf Einsätze. Im Oktober 2016 debütierte Iacovitti in der U21 gegen Island.